# Allied Irish Banks
AIB (англ. Allied Irish Banks plc) — один из крупнейших банков Ирландии. Штаб-квартира в Болсбридж (Дублин, Ирландия). Имеет отделения в Великобритании. Активы — $130.4 млрд (2015).

## История
Банковская компания Allied Irish Banks (Союз ирландских банков) была основана в 1966 году объединением трёх банков, Provincial Bank (основан в 1825 году), Royal Bank of Ireland (1836 год) и Munster & Leinster Bank (1885 год). С 1970-х годов AIB начала развивать сеть отделений в Великобритании, в 1980-х годах также в других странах. В 1983 году была куплена доля в американском банке First Maryland Bancorp. Во второй половине 1990-х годов были куплены контрольные пакеты акций двух польских банков, Wielkopolski Bank Kredytowy (WBK) и Bank Zachodni; в 2001 году они были объединены в Bank Zachodni WBK с долей ирландской компании 70,5 %. В 2010 году польский банк был продан Grupo Santander, тогда же была продана и доля в американском банке, а сама компания Allied Irish Banks была национализирована из-за крупных убытков, понесённых во время Мирового финансового кризиса. AIB была частично приватизирована в 2017 году, но доля государства остаётся более 70 %.

## Деятельность
В Ирландии услуги предоставляются через 296 собственных отделений, а также 949 почтовых отделений, банк обслуживает 2,5 млн клиентов. Сеть в Великобритании насчитывает 28 отделений, из них 15 в Северной Ирландии, обслуживает 285 тысяч клиентов.
Выручка в 2020 году составила 2,37 млрд евро, из них 1,87 млрд пришлось на чистый процентный доход; более половины выручки даёт розничный банкинг в Ирландии. Активы на конец 2020 года составили 110 млрд евро, в том числе 57 млрд выданные кредиты, 26 млрд балансы в центральных банках, 19 млрд инвестиции в ценные бумаги; принятые депозиты составили 82 млрд евро.